# نیکولته کربیتس
نیکولته کربیتس (انگلیسی: Nicolette Krebitz؛ زادهٔ ۲ سپتامبر ۱۹۷۲) یک هنرپیشه، کارگردان، خواننده و فیلم‌نامه‌نویس اهل آلمان است.
از فیلم‌ها یا برنامه‌های تلویزیونی که وی در آنها نقش داشته‌است می‌توان به تونل، راهزنی و همه مردان ملکه اشاره کرد.